# Čiginj
Čiginj – wieś w Słowenii, w gminie Tolmin. W 2018 roku liczyła 184 mieszkańców.